# House of the Dragon
House of the Dragon is een Amerikaanse fantasy-televisieserie die wordt uitgezonden op de televisiezender HBO. Het verhaal is gebaseerd op de boeken uit de serie Het lied van ijs en vuur, met name uit het deel Fire & Blood (Nederlands: Vuur & Bloed - Deel 1: De opkomst en ondergang van het huis Targaryen van Westeros) van de Amerikaanse schrijver George R.R. Martin. De serie is een prequel op de eerder uitgebrachte televisieserie Game of Thrones. De serie speelt zich ongeveer 200 jaar af voor de gebeurtenissen van Game of Thrones en 172 jaar voor de geboorte van Daenerys Targaryen. De serie vertelt het begin van het einde van Huis Targaryen en de gebeurtenissen die leidden tot de sucessieoorlog van de Targaryen-dynastie, bekend als de "Dans der Draken".
Vijf dagen na de première van de eerste aflevering werd aangekondigd dat er een tweede seizoen zal komen. Op 31 augustus verliet Sapochnik de serie als showrunner, waardoor Alan Taylor hem verving als de co-showrunner voor het tweede seizoen. Een derde seizoen is aangekondigd, en het is de bedoeling dat de serie eindigt met een vierde seizoen.

## Rolverdeling

### Hoofdrollen
| Acteur              | Personage             | Seizoen | Seizoen | Seizoen | Totaal  |
| Acteur              | Personage             | 1       | 2       | 3       | Totaal  |
| ------------------- | --------------------- | ------- | ------- | ------- | ------- |
| Emma D'Arcy         | Rhaenyra Targaryen    | 4 afl.  | 8 afl.  | [ 4 ]   | 17 afl. |
| Milly Alcock        | Rhaenyra Targaryen    | 5 afl.  | 2 afl.  |         | 17 afl. |
| Olivia Cooke        | Alicent Hightower     | 4 afl.  | 8 afl.  | [ 4 ]   | 17 afl. |
| Emily Carey         | Alicent Hightower     | 5 afl.  |         |         | 17 afl. |
| Matt Smith          | Daemon Targaryen      | 9 afl.  | 8 afl.  | [ 4 ]   | 17 afl. |
| Fabien Frankel      | Criston Cole          | 9 afl.  | 7 afl.  | [ 4 ]   | 16 afl. |
| Steve Toussaint     | Corlys Velaryon       | 6 afl.  | 8 afl.  | [ 4 ]   | 14 afl. |
| Matthew Needham     | Larys Strong          | 5 afl.  | 8 afl.  | [ 4 ]   | 13 afl. |
| Ewan Mitchell       | Aemond Targaryen      | 3 afl.  | 8 afl.  | [ 4 ]   | 13 afl. |
| Leo Ashton          | Aemond Targaryen      | 2 afl.  |         |         | 13 afl. |
| Sonoya Mizuno       | Mysaria               | 5 afl.  | 8 afl.  | [ 4 ]   | 13 afl. |
| Jefferson Hall      | Tyland Lannister      | 6 afl.  | 7 afl.  | [ 4 ]   | 13 afl. |
| Jefferson Hall      | Jason Lannister       | 2 afl.  | 2 afl.  | [ 4 ]   | 4 afl.  |
| Kurt Egyiawan       | grootmaester Orwyle   | 5 afl.  | 8 afl.  | [ 4 ]   | 13 afl. |
| Rhys Ifans          | Otto Hightower        | 9 afl.  | 3 afl.  | [ 4 ]   | 12 afl. |
| Tom Glynn-Carney    | Aegon II Targaryen    | 2 afl.  | 8 afl.  | [ 4 ]   | 12 afl. |
| Ty Tennant          | Aegon II Targaryen    | 2 afl.  |         |         | 12 afl. |
| Harry Collett       | Jacaerys Velaryon     | 2 afl.  | 8 afl.  | [ 4 ]   | 12 afl. |
| Leo Hart            | Jacaerys Velaryon     | 2 afl.  |         |         | 12 afl. |
| Eve Best            | † Rhaenys Targaryen   | 7 afl.  | 4 afl.  |         | 11 afl. |
| Paddy Considine     | † Viserys I Targaryen | 9 afl.  | 2 afl.  |         | 11 afl. |
| Bethany Antonia     | Baela Targaryen       | 2 afl.  | 7 afl.  | [ 4 ]   | 11 afl. |
| Shani Smethurst     | Baela Targaryen       | 2 afl.  |         |         | 11 afl. |
| Phia Saban          | Helaena Targaryen     | 2 afl.  | 6 afl.  | [ 4 ]   | 10 afl. |
| Evie Allen          | Helaena Targaryen     | 2 afl.  |         |         | 10 afl. |
| Phoebe Campbell     | Rhaena Targaryen      | 2 afl.  | 6 afl.  | [ 4 ]   | 10 afl. |
| Eva Ossei-Gerning   | Rhaena Targaryen      | 2 afl.  |         |         | 10 afl. |
| Graham McTavish     | Harrold Westerling    | 9 afl.  |         |         | 9 afl.  |
| Abubakar Salim      | Alyn of Hull          |         | 6 afl.  | [ 4 ]   | 6 afl.  |
| Kieran Bew          | Hugh Hammer           |         | 6 afl.  | [ 4 ]   | 6 afl.  |
| Simon Russell Beale | Simon Strong          |         | 6 afl.  |         | 6 afl.  |
| Freddie Fox         | Gwayne Hightower      |         | 5 afl.  | [ 4 ]   | 5 afl.  |
| Gayle Rankin        | Alys Rivers           |         | 5 afl.  | [ 4 ]   | 5 afl.  |
| Tom Bennett         | Ulf                   |         | 5 afl.  | [ 4 ]   | 5 afl.  |
| Clinton Liberty     | Addam of Hull         |         | 4 afl.  | [ 4 ]   | 4 afl.  |
| Ellora Torchia      | Kat                   |         | 4 afl.  |         | 4 afl.  |
| Tom Taylor          | Cregan Stark          |         | 1 afl.  |         | 1 afl.  |

### Bijrollen
| Acteur              | Personage             | Seizoen | Seizoen | Seizoen | Totaal  |
| Acteur              | Personage             | 1       | 2       | 3       | Totaal  |
| ------------------- | --------------------- | ------- | ------- | ------- | ------- |
| Paul Kennedy        | Jasper Wylde          | 3 afl.  | 8 afl.  |         | 11 afl. |
| Phil Daniels        | maester Gerardys      | 3 afl.  | 8 afl.  |         | 11 afl. |
| Max Wrottesley      | Lorent Marbrand       | 2 afl.  | 8 afl.  |         | 10 afl. |
| Anthony Flanagan    | † Steffon Darklyn     | 3 afl.  | 6 afl.  |         | 9 afl.  |
| Nicholas Jones      | Bartimos Celtigar     | 1 afl.  | 7 afl.  |         | 8 afl.  |
| Luke Tittensor      | † Arryk Cargyll       | 5 afl.  | 3 afl.  |         | 8 afl.  |
| Jordon Stevens      | Elinda Massey         | 3 afl.  | 4 afl.  |         | 7 afl.  |
| Elliott Tittensor   | † Erryk Cargyll       | 4 afl.  | 3 afl.  |         | 7 afl.  |
| Bill Paterson       | † Lyman Beesbury      | 7 afl.  |         |         | 7 afl.  |
| James Dreyfus       | Gormon Massey         |         | 6 afl.  |         | 6 afl.  |
| Jamie Kenna         | Alfred Broome         |         | 6 afl.  |         | 6 afl.  |
| Vincent Regan       | Rickard Thorne        |         | 6 afl.  |         | 6 afl.  |
| Gavin Spokes        | † Lyonel Strong       | 6 afl.  |         |         | 6 afl.  |
| Nanna Blondell      | † Laena Velaryon      | 1 afl.  | 2 afl.  |         | 6 afl.  |
| Savannah Steyn      | † Laena Velaryon      | 1 afl.  |         |         | 6 afl.  |
| Nova Foueillis-Mose | † Laena Velaryon      | 2 afl.  |         |         | 6 afl.  |
| Michael Elwyn       | † Simon Staunton      | 1 afl.  | 4 afl.  |         | 5 afl.  |
| John Macmillan      | Laenor Velaryon       | 2 afl.  |         |         | 5 afl.  |
| Theo Nate           | Laenor Velaryon       | 2 afl.  |         |         | 5 afl.  |
| Matthew Carver      | Laenor Velaryon       | 1 afl.  |         |         | 5 afl.  |
| Michelle Bonnard    | Sylvi                 | 1 afl.  | 4 afl.  |         | 5 afl.  |
| David Horovitch     | † grootmaester Mellos | 4 afl.  |         |         | 4 afl.  |
| Ryan Corr           | † Harwin Strong       | 4 afl.  |         |         | 4 afl.  |
| Wil Johnson         | † Vaemond Velaryon    | 4 afl.  |         |         | 4 afl.  |
| Alexis Raben        | † Talya               | 4 afl.  |         |         | 4 afl.  |
| Elliot Grihault     | † Lucerys Velaryon    | 2 afl.  |         |         | 4 afl.  |
| Harvey Sadler       | † Lucerys Velaryon    | 2 afl.  |         |         | 4 afl.  |
| Maddie Evans        | Dyana                 | 1 afl.  | 3 afl.  |         | 4 afl.  |
| Amanda Collin       | Jeyne Arryn           |         | 3 afl.  |         | 3 afl.  |
| Steffan Rhodri      | † Hobert Hightower    | 3 afl.  |         |         | 3 afl.  |
| Paul Hickey         | † Allun Caswell       | 3 afl.  |         |         | 3 afl.  |
| Julian Lewis Jones  | † Boremund Baratheon  | 2 afl.  |         |         | 2 afl.  |
| Daniel Scott-Smith  | † Craghas Drahar      | 2 afl.  |         |         | 2 afl.  |
| Solly McLeod        | † Joffrey Lonmouth    | 2 afl.  |         |         | 2 afl.  |
| Arty Froushan       | Qarl Correy           | 2 afl.  |         |         | 2 afl.  |
| Sian Brooke         | † Aemma Arryn         | 1 afl.  | 1 afl.  |         | 2 afl.  |
| Archie Barnes       | Oscar Tully           |         | 2 afl.  |         | 2 afl.  |
| Dean Nolan          | Reggio Haratis        | 1 afl.  |         |         | 1 afl.  |
| Roger Evans         | Borros Baratheon      | 1 afl.  |         |         | 1 afl.  |
| Abigail Thorn       | Sharako Lohar         |         | 1 afl.  |         | 1 afl.  |

Legenda:
 Hoofdrol
 Bijrol
 Gastrol

## Seizoen 1 (2022)
| Nr. | #  | Titel                      | Regisseur          | Schrijver(s)               | Originele uitzenddatum |
| --- | -- | -------------------------- | ------------------ | -------------------------- | ---------------------- |
| 1 | 1  | The Heirs of the Dragon    | Miguel Sapochnik   | Ryan Condal                | 21 augustus 2022       |
| Tijdens het bewind van koning Jaehaerys I Targaryen worden zijn twee oudste zonen, prinsen Aemon en Baelon, getroffen door fatale tragedies waardoor de opvolging onbeslist blijft. Er wordt een Grote Raad bijeengeroepen om de toekomstige heerser van Westeros te kiezen. De kleinkinderen van Jaehaerys, prinses Rhaenys en prins Viserys, de jongere neef van Rhaenys, zijn de kandidaten. Volgens de Westerosi-wet heeft een mannelijke erfgenaam voorrang op een vrouw, ongeacht de volgorde waarin ze geboren werden. Negen jaar later wordt het bewind van koning Viserys I bedreigd door de Triarchie, een alliantie van de Vrije Steden uit Essos, die de Stepstones-regio in handen willen krijgen. Viserys berispt de wreedheid van zijn jongere broer Daemon als commandant van de Stadswacht in King's Landing. Viserys, die zeker is dat zijn zwangere koningin Aemma een zoon zal baren, geeft een toernooi om de geboorte te vieren. Tijdens het evenement verslaat Ser Criston Cole uit Dorne Daemon in een duel en wint zo het toernooi. Koningin Aemma overlijdt in het kraambed tijdens een spoedkeizersnede. Haar zoon overlijdt enkele uren later. De Hand van de Koning, Ser Otto Hightower, stelt voor om Viserys' enige levende kind, de jonge prinses Rhaenyra, te benoemen tot erfgename van de IJzeren Troon. Viserys benoemt Rhaenyra tijdens een ceremonie als erfgename, waarbij alle getrouwe Huizen trouw zweren aan de nu wettelijke troonopvolgster. |    |                            |                    |                            |                        |
| 2 | 2  | The Rogue Prince           | Greg Yaitanes      | Ryan Condal                | 28 augustus 2022       |
| Zes maanden nadat Rhaenyra tot erfgename werd benoemd, bezet Daemon illegaal het kasteel Dragonstone, ondersteund door zijn loyale Stadswacht. Wanneer prins-admiraal Craghas Drahar, bekend als de Krabbenvoeder, de Stepstones bedreigt in opdracht van de Triarchie, wordt Rhaenyra's suggestie om hem met geweld af te schrikken afgewezen. In plaats daarvan wordt ze aangemaand tot het aanstellen van een nieuwe ridder voor de Koningsgarde. Ze negeert het advies van de anderen en kiest voor ser Criston, de enige ridder met echte gevechtservaring. Otto's dochter Alicent troost Viserys in stilte sinds de dood van diens vrouw. Ze adviseert dat hij en Rhaenyra zijn koninklijke plicht om te hertrouwen samen moeten bespreken. Corlys Velaryon en zijn gemalin Rhaenys stellen voor dat Viserys hun Valyrische huizen verenigt door te huwen met hun twaalfjarige dochter, Laena. Ondertussen komt de Kleine Raad erachter dat Daemon, die zichzelf tot de ware erfgenaam heeft uitgeroepen, een drakenei heeft gestolen en van plan is om zijn minnares Mysaria als tweede echtgenote te nemen. Otto en een klein detachement varen naar Dragonstone om het ei terug te eisen. Rhaenyra komt zonder medeweten van haar vader achterna met haar draak Syrax en dwingt Daemon zijn valse claim op de IJzeren Troon op te geven en het ei aan haar terug te geven. Viserys kondigt aan dat hij niet met Laena maar met Alicent zal trouwen, tot woede van Corlys, die vervolgens Daemon opzoekt om een alliantie voor te stellen. |    |                            |                    |                            |                        |
| 3 | 3  | Second of His Name         | Greg Yaitanes      | Gabe Fonseca & Ryan Condal | 4 september 2022       |
| De voorbije drie jaar zijn de conflicten in de Stepstones-regio aanzienlijk geëscaleerd. Corlys en Daemon strijden tegen Craghas Drahar en zijn piraten zonder de steun van de Kroon, die neutraal blijft ten aanzien van de situatie in het zuidelijke rijk. Viserys plant een grote jacht om de tweede verjaardag van zijn en de hoogzwangere Alicents oudste zoon Aegon te vieren. Rhaenyra ergert zich aan de aandacht die haar vader voortdurend aan Aegon schenkt. Hun relatie komt verder onder druk te staan door Viserys' aandringen dat Rhaenyra moet huwen om een sterke alliantie te vormen en hun afkomst te beschermen. Lord Jason Lannister van Casterly Rock staat te popelen om met Rhaenyra te trouwen, hoewel ze niet geïnteresseerd is in hem. Lyonel Strong beveelt Rhaenyra aan om te trouwen met Laenor Velaryon, de zoon van Lord Corlys, om de kloof tussen hun twee huizen te herstellen. Op advies van zijn broer Hobert dringt Otto er bij Alicent op aan Viserys over te halen om Aegon als erfgenaam te benoemen, wat de macht en het prestige van de Hightowers zou bevorderen. Viserys vertelt Rhaenyra dat ze haar eigen echtgenoot mag kiezen. Hij stuurt ook hulp naar Daemon in de Stepstones. Ondertussen voeren Corlys, zijn broer Vaemond en Daemon, vergezeld van soldaten van Huis Velaryon een verloren strijd tegen de Triarchie-krijgers. Laenor, rijdend op zijn draak Seasmoke, verschijnt en helpt de Triarchie-krijgers te verslaan. Daemon doodt de Krabbenvoeder. |    |                            |                    |                            |                        |
| 4 | 4  | King of the Narrow Sea     | Clare Kilner       | Ira Parker                 | 11 september 2022      |
| In Storm's End ontvangt Rhaenyra onder begeleiding van Lord Boremund Baratheon talloze mogelijke echtgenoten. Ze wijst ze echter allemaal af. Ze keert terug naar King's Landing net op het moment dat prins Daemon arriveert van de Stepstones op zijn draak, Caraxes. Daemon zegt dat hij Koning van de Smalle Zee werd genoemd, maar zweert trouw aan Viserys, verwijdert zijn kroon en overhandigt deze aan zijn broer. Terwijl de herenigde broers feest vieren, vertrouwt Alicent haar eenzaamheid toe aan Rhaenyra, die hun vriendschap mist. 's Avonds laat sluipt Rhaenyra, vermomd als jongen, met Daemon naar buiten om King's Landing te verkennen. Ze drinken, wonen een schunnig toneelstuk bij en bezoeken een bordeel. Daemon verleidt een gewillige Rhaenyra, maar niet in staat om volledig opgewonden te raken laat hij haar daar achter. Rhaenyra keert terug naar de Rode Burcht en verleidt Criston. Een spion van Otto informeert hem over de daden van Daemon en Rhaenyra. Alicent hoort Otto het nieuws vertellen aan Viserys. Ze ondervraagt Rhaenyra persoonlijk, die ontkent seks te hebben gehad met Daemon. Viserys gaat boos de confrontatie aan met Daemon, die schijnbaar de beschuldigingen bevestigt en voorstelt om zelf met Rhaenyra te trouwen. Viserys zegt dat Daemon alleen het huwelijk wil om de Kroon in handen te krijgen, en stuurt vervolgens zijn broer terug naar de Vallei. Om schandaal te voorkomen, beveelt Viserys Rhaenyra om met Laenor Velaryon te trouwen. Viserys ontslaat Otto als zijn Hand, omdat hij het gevoel heeft dat Otto hem altijd heeft gemanipuleerd voor zijn eigen persoonlijk gewin. Viserys stuurt grootmaester Mellos om uit voorzorg abortieve thee te geven aan Rhaenyra. |    |                            |                    |                            |                        |
| 5 | 5  | We Light the Way           | Clare Kilner       | Charmaine DeGraté          | 18 september 2022      |
| Daemon keert terug naar Runestone en vermoordt zijn vrouw, Rhea Royce. Viserys en Rhaenyra varen naar Driftmark om een huwelijk tussen de prinses en Laenor te regelen, wat Corlys tevreden stelt. Rhaenyra vertelt Laenor dat ze zijn seksuele geaardheid begrijpt en stelt voor om hun koninklijke plichten samen uit te voeren terwijl ze andere geliefden hebben indien ze dat willen. Voordat hij King's Landing verlaat waarschuwt Otto koningin Alicent dat als Rhaenyra koningin wordt, haar eigen kinderen als een bedreiging zullen worden beschouwd. Alicent zegt niets nadat ze de waarheid over Rhaenyra en Criston heeft vernomen. Op een feest ter ere van het aanstaande huwelijk, komt Alicent de zaal binnen gekleed in een groene jurk, de signaalkleur van Huis Hightower voor een oproep tot bewapening. Ser Gerold Royce confronteert Daemon en beweert dat hij zijn nicht Rhea heeft vermoord. Daemon ontkent dit en eist dat hij de rijkdommen van zijn vrouw erft. Laenors minnaar, Joffrey Lonmouth, realiseert zich dat Criston van Rhaenyra houdt en stelt zelfvoldaan voor dat ze elkaars geheimen bewaken. De woedende Criston slaat Joffrey dood. Laenor is kapot van de dood van Joffrey. Om nog meer schandaal te voorkomen, huwen Rhaenyra en Laenor in besloten kring. Een tengere Viserys zakt onmiddellijk daarna in elkaar. Later, als Criston op het punt staat zelfmoord te plegen vanwege zijn misdaad, grijpt Alicent in. |    |                            |                    |                            |                        |
| 6 | 6  | The Princess and the Queen | Miguel Sapochnik   | Sara Hess                  | 25 september 2022      |
| Tien jaar later bevalt Rhaenyra van haar derde kind, dat door Laenor Joffrey wordt genoemd. Alicent merkt op dat het haar van de baby, net als van zijn broers Jacaerys en Lucerys, eerder bruin is dan Targaryen-zilver. Ze dringt er bij Viserys op aan hen tot bastaarden te verklaren zonder erfrecht, wat hij afwijst. Criston, nu loyaal aan Alicent, tart ser Harwin. Alicent scheldt Aegon uit omdat hij zijn broer, Aemond, in de maling heeft genomen, en zegt vervolgens dat hij zich moet voorbereiden om voor de troon te vechten. Daemon en Laena verblijven in Pentos met hun dochters Baela en Rhaena, waar de Prins van Pentos hen een heerschappij aanbiedt in ruil voor een alliantie tegen de Triarchie, die de Stepstones heeft teruggewonnen. Tijdens de pijnlijke bevalling van hun derde kind beveelt Laena, die uiteindelijk niet kan bevallen, haar draak Vhagar om haar te verbranden. Om vrede te sluiten, stelt Rhaenyra haar zoon Jacaerys voor om met prinses Helaena, de dochter van Alicent en Viserys, te trouwen. Lyonel Strong biedt zijn ontslag aan als Hand van de Koning vanwege de geruchten over zijn zoon Harwin. Viserys weigert, maar staat Lyonel toe naar Harrenhal te reizen met Harwin, die daar zal blijven. Harwins emotionele afscheid van Rhaenyra en haar kinderen impliceert dat hij hun vader is. Alicent vertelt Larys Strong dat ze wenste dat haar vader nog steeds de Hand van de Koning was. In Harrenhal sterven Lyonel en Harwin tijdens een brand, blijkbaar georkestreerd door Larys. Rhaenyra, Laenor en hun kinderen verhuizen naar Dragonstone. |    |                            |                    |                            |                        |
| 7 | 7  | Driftmark                  | Miguel Sapochnik   | Kevin Lau                  | 2 oktober 2022         |
| Viserys en zijn hofhouding wonen Laena's begrafenis bij in Driftmark. Rhaenyra en Daemon herenigen zich en zijn fysiek intiem. Prins Aemond claimt Vhagar als zijn draak, wat leidt tot een woordenwisseling met zijn neven en nichten waarbij Lucerys in Aemonds oog snijdt. Alicent eist dat Lucerys' oog wordt uitgestoken als vergelding. Wanneer Viserys weigert, probeert een radeloze Alicent Lucerys aan te vallen. Ze worstelt met Rhaenyra en snijdt in de arm van de prinses. Nadat Aemond beweerde dat Rhaenyra's kinderen bastaarden zijn, besluit Viserys dat iedereen die de legitimiteit van zijn kleinzonen in twijfel trekt, de mond zal snoeren. Otto is hersteld als Hand van de Koning en vertelt aan Alicent dat ze snel zullen zegevieren. Rhaenyra en Daemon verenigen zich tegen Alicent en haar aanhangers. Laenor wordt schijnbaar vermoord door zijn minnaar, Qarl Correy, terwijl Rhaenys en Corlys geloven dat het gevonden verkoolde lichaam van Laenor is. Ondertussen zijn Daemon en Rhaenyra getrouwd volgens de Valyriaanse traditie om de pure Targaryen-bloedlijn voort te zetten, waarbij hun respectievelijke kinderen de privéceremonie bijwonen. Na zijn in scène gezette dood ontvlucht een kaalgeschoren Laenor Driftmark samen met Qarl. |    |                            |                    |                            |                        |
| 8 | 8  | The Lord of the Tides      | Geeta Vasant Patel | Eileen Shim                | 9 oktober 2022         |
| Zes jaar later wordt de opvolging van Huis Velaryon bedreigd wanneer Corlys ernstig gewond raakt tijdens de gevechten op de Stepstones. Zijn broer Vaemond verzoekt in King's Landing om tot erfgenaam van Corlys te worden benoemd en verklaart dat Lucerys een onwettig kind is. Rhaenyra, Daemon en hun kinderen keren terug naar de hoofdstad om de claim van Lucerys te verdedigen. Ze vinden de ernstig verzwakte Viserys bedlegerig en misvormd terug. Alle koninklijke zaken worden beheerd door Alicent en Otto. Aegon, ondertussen getrouwd met zijn zus Helaena, heeft een dienstmaagd verkracht. Alicent laat haar verwijderen. Wanneer Vaemond de Rode Burcht bereikt, stelt Rhaenyra een regeling voor aan Rhaenys om haar steun en dat van Huis Velaryon te krijgen. Ze smeekt Viserys ook om haar opvolging te verdedigen, daarbij verwijzend naar de droom van Aegon de Veroveraar. Vaemond dient zijn verzoek in aan het hof. Terwijl Rhaenyra begint aan haar betoog komt Viserys, nauwelijks in staat om te wandelen, de troonzaal binnen en verklaart Lucerys als de rechtmatige erfgenaam van Driftmark. Woedend noemt Vaemond de kinderen van Rhaenyra bastaarden. Daemon onthoofdt hem onmiddellijk. De koninklijke familie komt bijeen voor een diner en lijkt hun meningsverschillen bij te leggen. Nadat Viserys is vertrokken, beledigt Aemond de drie oudste zonen van Rhaenyra en begint hij een ruzie. Later mompelt de stervende Viserys delen van de droom van Aegon de Veroveraar tegen Alicent, waarbij hij haar aanziet voor Rhaenyra. Alicent interpreteert de woorden over Aegon de Veroveraar als over hun oudste zoon, Aegon.                                                                                    |    |                            |                    |                            |                        |
| 9 | 9  | The Green Council          | Clare Kilner       | Sara Hess                  | 16 oktober 2022        |
| Na de dood van Viserys beraamt de Kleine Raad een plan om Aegon op de IJzeren Troon te krijgen. Criston doodt Lord Beesbury wanneer die bezwaar maakt tegen het complot jegens Rhaenyra, terwijl Commandant Westerling uit protest ontslag neemt. Otto stelt de bekendmaking van de dood van de koning uit om hun positie te versterken en eist trouw van de edelen. Alicent vraagt de steun van Rhaenys, die opgesloten zit in haar vertrekken, maar die weigert. Als Aegon verdwijnt uit de Rode Burcht, laat Otto koningsgardisten Erryk en Arryk Cargyll de stad doorzoeken, terwijl Alicent Criston en Aemond stuurt. Mysaria, de Witte Worm, informeert Otto dat Aegon zich verstopt in de sept van de stad, maar Criston en Aemond weten hem in handen te krijgen na een kort gevecht. Larys waarschuwt Alicent voor Mysaria's spionnen in de Rode Burcht, zoals haar hofdame Talya. Ze laat Mysaria's huis in brand steken. Aegon houdt vol dat hij ongeschikt is om te regeren, maar Alicent overtuigt hem van het tegendeel. Ondertussen smokkelt Erryk Rhaenys het kasteel uit. Honderden burgers van King's Landing worden samengedreven naar de grote zaal van de Drakenkuil, waar Otto de dood van Viserys aankondigt en Aegon tot koning kroont. Te midden van de commotie weet Rhaenys haar draak Meleys te bereiken in de kerkers. Gezeten op Meleys breekt Rhaenys door de vloer van de hal en confronteert vervolgens de koninklijke usurpators voordat ze vlucht uit King's Landing. |    |                            |                    |                            |                        |
| 10 | 10 | The Black Queen            | Greg Yaitanes      | Ryan Condal                | 23 oktober 2022        |
| Aangekomen op Dragonstone vertelt Rhaenys over de dood van Viserys en de kroning van Aegon. Door de schok krijgt Rhaenyra een miskraam. Daemon, die gelooft dat Viserys werd vermoord, dringt aan op oorlog. Tijdens de begrafenis van Rhaenyra en Daemon hun doodgeboren dochter arriveert Erryk en schenkt Viserys' kroon aan Rhaenyra, waarop ze tot koningin wordt uitgeroepen. Otto arriveert om Aegons voorwaarden voor Rhaenyra's concessie te presenteren. Ze voorkomt dat Daemon Otto vermoordt en wacht met haar antwoord. Daemon is boos op Rhaenyra's wens om over vrede te onderhandelen en verwerpt de droom over de "beloofde prins". Rhaenys haalt een nog herstellende Corlys over om de trouw van Huis Velaryon te zweren aan Rhaenyra's factie. Daemon is van plan om meer drakenrijders te rekruteren en hij wekt Vermithor, een vrije draak. Rhaenyra stuurt Jacaerys en Lucerys als gezanten om Huizen Arryn, Stark en Baratheon te verzekeren als bondgenoten. In Storm's End ontmoet Lucerys Lord Borros Baratheon, die weigert Rhaenyra te steunen omdat ze hem niets in ruil aanbiedt. Aemond is reeds aanwezig, die op afspraak van Aegon zal trouwen met een dochter van Borros. Aemond eist een oog van Lucerys als vergelding. Borros laat Lucerys vertrekken op zijn draak Arrax, maar Aemond achtervolgt hem op Vhagar. De opstandige draken negeren de bevelen van hun ruiters en Arrax verbrandt Vhagar. De verbolgen Vhagar doodt Lucerys en Arrax, tot ontzetting van Aemond. Daemon informeert Rhaenyra over de dood van Lucerys. |    |                            |                    |                            |                        |

## Seizoen 2 (2024)
| Nr. | # | Titel                       | Regisseur          | Schrijver(s)     | Originele uitzenddatum |
| --- | - | --------------------------- | ------------------ | ---------------- | ---------------------- |
| 11 | 1 | A Son for a Son             | Alan Taylor        | Ryan Condal      | 16 juni 2024           |
| Bij de Muur belooft Cregan Stark Jacaerys Velaryon 2.000 manschappen voor Rhaenyra's leger. Rhaenys, die de scheepsblokkade door de Velaryons van de Geul veiligstelde, weigert Daemon's bevel om gezamenlijk Aemond en Vhagar te doden om Lucerys te wreken. Nadat Rhaenyra de resten van Lucerys' lichaam heeft gevonden, eist ze wraak op Aemond. Aegon II streeft ernaar een welwillende koning te zijn, maar Otto Hightower, zijn grootvader en Hand, dringt aan op terughoudendheid ten opzichte van het gewone volk om schaarse oorlogsmiddelen te behouden. Aegon neemt zijn vroegrijpe jonge zoon en erfgenaam Jaehaerys mee naar de Kleine Raad als training. Larys maakt gebruik van Alicents angst voor verraad. Schuldbewust over de dood van Lucerys, vraagt Alicent Otto om spaarzaam oorlog te voeren. Nadat ze de bordeelbrand heeft overleefd, arriveert Mysaria bij Dragonstone en wordt gearresteerd wegens verraad. Daemon biedt haar vrijheid aan in ruil voor hulp bij het rekruteren van twee huurmoordenaars. Daemon sluipt King's Landing binnen en koopt een rattenvanger genaamd Cheese en een bewaker van de stadswacht met de bijnaam Blood om om Aemond te vermoorden. Omdat ze Aemond niet kunnen vinden in de Rode Burcht, gaan de twee de vertrekken van koningin Helaena binnen en vermoorden in plaats daarvan Jaehaerys. Helaena, die Jaehaerys' tweelingzus Jaehaera vasthoudt, ontsnapt naar de kamers van Alicent en vindt haar en Criston Cole samen in bed. |   |                             |                    |                  |                        |
| 12 | 2 | Rhaenyra the Cruel          | Clare Kilner       | Sara Hess        | 23 juni 2024           |
| De moord op prins Jaehaerys zorgt voor chaos. Koning Aegon roept haastig zijn Kleine Raad bijeen, omdat hij wraak wil nemen op Rhaenyra. Ser Otto stelt een openbare begrafenis voor om Rhaenyra's imago te bezoedelen. In de processie zingt een heraut "Rhaenyra de Wrede", terwijl mensen langs de straat hun condoleances betuigen aan Alicent en Helaena. Stadswachtbewaker Blood wordt gevangengenomen. Hij bekent aan Larys dat Daemon hem en zijn handlanger, een voor hem onbekende rattenvanger, heeft ingehuurd. In Dragonstone maakt Rhaenyra zich zorgen dat haar populariteit eronder zal lijden. Ze vermoedt dat Daemon de dood van Jaehaerys heeft bevolen als Aemond afwezig was, en zegt dat ze hem niet langer vertrouwt. Daemon vliegt vervolgens naar Harrenhal om allianties te rekruteren. Nadat hij aan de moordpoging is ontsnapt zoekt Aemond, berouwvol over de dood van Lucerys, troost in een bordeel. Criston beveelt Arryk om Rhaenyra te vermoorden door Dragonstone te infiltreren, zich voordoend als zijn tweelingbroer Erryk. Rhaenyra gunt Mysaria haar vrijheid. Terwijl ze Dragonstone verlaat, merkt Mysaria dat Arryk aankomt en waarschuwt een bewaker. Wanneer Arryk Rhaenyra's kamers binnengaat, stormt Erryk binnen en ontstaat er een gevecht, dat eindigt met Erryk die zijn broer vermoordt. Daarop maakt Erryk een einde aan zijn leven. Aegon hangt alle rattenvangers publiekelijk op, inclusief Cheese, tot woede van Otto, die vreest voor een populistische opstand. Aegon ontslaat Otto als Hand van de Koning en benoemt Criston.                                                                                                |   |                             |                    |                  |                        |
| 13 | 3 | The Burning Mill            | Geeta Vasant Patel | David Hancock    | 30 juni 2024           |
| In de Riverlanden vechten de ruziënde Brackens en Blackwoods een dodelijke strijd uit over een klein geschil. Om oorlog te voorkomen, vertelt Rhaenys Rhaenyra dat er met Alicent kan worden geredeneerd. Criston stelt een gedurfd plan voor om Harrenhal te veroveren. Daemon arriveert daar als eerste, waarop Ser Simon Strong, de kasteelvoogd, trouw zweert aan hem. Die nacht droomt Daemon dat een jonge Rhaenyra het afgehakte hoofd van Jaehaerys terug op zijn lichaam naait. Daemon ontwaakt en een vreemde vrouw, Alys, voorspelt zijn dood in Harrenhal. Rhaenyra stuurt Rhaena, haar jongste kinderen en twee drakeneieren naar de Arryns om de Targaryen-lijn te beschermen. Mysaria wordt Rhaenyra's adviseur, terwijl Aegon Larys tot zijn Meester van Fluisteringen maakt. In een bordeel pocht een man genaamd Ulf dat hij de bastaardhalfbroer van Daemon en koning Viserys is. Aangekomen in het bordeel met zijn schildknapen, ontmoet Aegon Aemond met de madam Sylvi en bespot hem op wrede wijze. In plaats daarvan sluipt Rhaenyra King's Landing binnen en ontmoet in het geheim Alicent, maar slaagt er niet in om te onderhandelen over een vreedzame oplossing. Ze realiseert zich dat Alicent de laatste woorden van koning Viserys over "Aegon" verkeerd heeft begrepen als betrekking hebbend op Alicents zoon Aegon II, niet op de dromen van Aegon de Veroveraar. |   |                             |                    |                  |                        |
| 14 | 4 | The Red Dragon and the Gold | Alan Taylor        | Ryan Condal      | 7 juli 2024            |
| Daemon droomt dat hij een jonge Rhaenyra onthoofdt, die hem beschuldigde van verraad. Grand Maester Orwyle bereidt voor Alicent een abortieve thee. Hij beweert onwetend te zijn over wie Viserys als erfgenaam heeft genoemd. Criston onthoofdt heer Gunthor Darklyn van Duskendale, die zijn trouw weigerde. Alys Rivers vertelt Daemon dat het spookt in Harrenhal. Haar drankje zorgt ervoor dat hij gaat hallucineren bij het zien van zijn overleden vrouw, Laena. Rhaenyra keert terug naar Dragonstone en stemt in met een oorlog met draken. Rhaenys biedt zichzelf en haar draak, Meleys, aan. Aegon klaagt over Aemond en Criston die gevechten plannen zonder hem, maar Alicent verwerpt dit en zegt dat zijn gebrek aan wijsheid en kennis van hem een inferieure koning maakt. Ze adviseert hem het rijk het beste te dienen door niets te doen en zich aan zijn adviseurs over te geven. Gefrustreerd en dronken vliegt Aegon met zijn draak Sunfyre naar Rook's Rest. Rhaenys verbrandt op de rug van Meleys Criston's troepen terwijl Aemond en Vhagar wachten om haar in een hinderlaag te lokken. Wanneer Aegon en Sunfyre in de buurt komen, stelt Aemond de aanval uit. Terwijl Meleys Sunfyre verscheurt, vliegt Aemond naar het strijdperk en beveelt Vhagar om beide draken te verbranden. Sunfyre stort samen met Aegon neer. Rhaenys en Meleys vallen Vhagar aan, die ook neerstort. Terwijl Rhaenys boven hem cirkelt, vliegt Vhagar plotseling op en wurgt Meleys, waardoor Rhaenys haar dood tegemoet stort. Criston komt weer bij bewustzijn en vindt Aemond, met getrokken zwaard, in de buurt van Aegon, die roerloos naast de zwaargewonde Sunfyre ligt. |   |                             |                    |                  |                        |
| 15 | 5 | Regent                      | Clare Kilner       | Ti Mikkel        | 14 juli 2024           |
| Corlys, Rhaenyra en Baela rouwen om de dood van Rhaenys. Criston paradeert met het hoofd van Meleys door King's Landing, maar de bijna uitgehongerde bevolking beschouwt het als een slecht voorteken. Aegon heeft het overleefd, maar ligt in coma en is ernstig verbrand, terwijl Sunfyre stervende is. Criston houdt zich in om Alicent niet te vertellen wat er echt is gebeurd tijdens het gevecht. Daemon droomt van incest met zijn moeder, die hem haar favoriete zoon noemt. De Kleine Raad verwerpt Alicents kandidatuur als regent en kiest voor Aemond, omdat ze een man en een drakenrijder op de troon willen. Aemond beveelt de stadspoorten te sluiten, zodat smid Hugh Hammer en zijn gezin niet kunnen vluchten. Jeyne Arryn vertelt Rhaena dat ze teleurgesteld is dat ze twee jongen heeft gekregen in plaats van een volwassen draak. Bij de Twins krijgt Jacaerys de loyaliteit van de Freys in ruil voor Harrenhal. Elinda wordt naar King's Landing gestuurd als spion en oproerkraaier. Daemon verklaart dat hij koning zal worden zodra er een groot leger verzameld heeft. Hij beveelt de Blackwoods om de Brackens te verwoesten en dwingt hun trouw af. Alys bekritiseert de meedogenloosheid van Daemon en de Rivierheren veroordelen zijn wreedheden. Rhaenyra klaagt over het ontbreken van ruiters voor Vermithor en Silverwing, de enige draken die groot genoeg zijn om Vhagar uit te dagen. Jacaerys stelt voor om in andere adellijke huizen te zoeken naar Valyrische afstammelingen. |   |                             |                    |                  |                        |
| 16 | 6 | Smallfolk                   | Andrij Parekh      | Philippa Goslett | 21 juli 2024           |
| Jason Lannister leidt zijn leger naar de Golden Tooth. Aemond weigert het verzoek van zijn vazal Humfrey Lefford om daarheen te vliegen en ondersteuning te bieden. Aemond wil dat Tyland Lannister een bondgenootschap aangaat met de Triarchie om de Velaryon-blokkade te doorbreken. Aemond beveelt Criston om naar Harrenhal te marcheren en ontslaat Alicent uit de Kleine Raad. Ser Steffon Darklyn, een verre Targaryen-afstammeling, probeert Seasmoke op te eisen en wordt verbrand. Daemon blijft verontrustende dromen hebben en gelooft dat hij wordt vergiftigd. Aemond beveelt Larys om Otto Hightower voor het gerecht te dagen. Aegon, die langzaam herstelt, vertelt Aemond dat hij zich niets herinnert van de strijd. Gwayne Hightower verzekert Alicent dat haar jongste zoon Daeron een aardig persoon is, in tegenstelling tot zijn broers. Corlys benoemt zijn onwettige zoon, Alyn van Hull, tot eerste stuurman van zijn vlaggenschip. Ondertussen wordt Alyn's broer Addam achtervolgd door Seasmoke. Mysaria's spionnen verspreiden geruchten dat het koninklijke hof regelmatig feest terwijl de bevolking verhongeren. Mysaria stuurt met voedsel beladen Targaryen-boten naar King's Landing. De dankbare burgers vechten om beperkte voorraden, wat een rel veroorzaakt die Alicent en Helaena ternauwernood overleven. Mysaria vertelt Rhaenyra dat haar vader haar seksueel heeft misbruikt en waarom ze loyaal is aan haar. Ze kussen hartstochtelijk. Als Rhaenyra hoort dat Seasmoke een nieuwe rijder heeft, vertrekt ze met Syrax om hen te confronteren.                                                                                           |   |                             |                    |                  |                        |
| 17 | 7 | The Red Sowing              | Loni Peristere     | David Hancock    | 28 juli 2024           |
| Rhaenyra confronteert Addam, de nieuwe rijder van Seasmoke, die haar trouw zweert. Alicent trekt zich terug in het Kingswood nadat ze is ontslagen uit de Kleine Raad. Larys oefent druk uit op Grand Maester Orwyle om het herstel van Aegon te bespoedigen. Terwijl ze met de jonge prinsen het Arendsnest verlaat, vertrekt Rhaena om de wilde draak te vinden. Mysaria zegt tegen Rhaenyra dat ze in King's Landing op zoek moet gaan naar Targaryen-drakenzaden (met Valyriaans bloed) als potentiële drakenrijders. De nieuwe opperheer van de Rivierlanden, Oscar Tully, biedt Daemon trouw aan, maar hekelt zijn snode gedrag. Hij eist het berouw van Daemon en gerechtigheid voor het toestaan van oorlogswreedheden. Daemon executeert vervolgens Willem Blackwood voor het afslachten van de Brackens. Daemon heeft een ander visioen van Viserys, die vraagt of hij echt de kroon en zijn last wil. Jacaerys confronteert Rhaenyra met het argument dat bastaarddrakenrijders de macht van de Targaryens zouden kunnen uitdagen en de opvolging zouden kunnen bedreigen vanwege zijn eigen onwettige geboorte. Op bevel van Rhaenyra leveren Elinda en Alyn de drakenzaden aan Dragonstone, waaronder Hugh en Ulf. Vermithor doodt veel van hen totdat Hugh hem weet op te eisen. Ondertussen claimt Ulf Silverwing en vliegt over King's Landing. Aemond achtervolgt hem op Vhagar, maar in de buurt van Dragonstone trekt hij zich snel terug als hij Rhaenyra ziet met Syrax, Vermithor en Silverwing. |   |                             |                    |                  |                        |
| 18 | 8 | The Queen Who Ever Was      | Geeta Vasant Patel | Sara Hess        | 4 augustus 2024        |
| Tyland Lannister sluit zich aan bij de Triarchie, maar moet eerst admiraal Sharako Lohar verslaan in modderworstelen. Larys stelt voor dat hij en Aegon zich verschuilen in Braavos, waar het goud van Harrenhal is opgeborgen, en na afloop van de oorlog de troon terugwint. Na lang zoeken vindt Rhaena de wilde draak. Gwayne confronteert Criston, die spijt heeft van de oorlog. Een door woede gevoede Aemond vernietigt Sharp Point met Vhagar. Rhaenyra, die hoopte dat meer drakenrijders de conflicten zouden afschrikken, verklaart de oorlog. Ulf's lompe gedrag maakt Jacaerys boos. Alyn wijst Corlys' pogingen tot verzoening af. Rhaenyra en Addam vliegen naar Harrenhal nadat Simon Strong heeft gewaarschuwd dat Daemon verraderlijk kan zijn. Alys leidt Daemon naar een weirwood-boom waar hij een toekomst voorziet, waaronder een White Walker en Daenerys Targaryen. Hij ziet zichzelf als een deel van een groter verhaal en zweert trouw aan Rhaenyra. Helaena weigert Aemond's eis om Dreamfyre in de strijd te werpen en voorziet dat hij in de oorlog zal sterven en dat Aegon de troon zal heroveren. Alicent reist in het geheim naar Dragonstone en biedt aan King's Landing over te geven aan Rhaenyra in ruil voor de veiligheid van haar en haar familie. Rhaenyra dringt erop aan dat Aegon moet sterven om de overgang te garanderen. Otto wordt kortstondig gevangen gezien in een cel. De legers van het Bereik, het Noorden, de Westerlanden en de Rivierlanden, evenals de vloten van huis Velaryon en de Triarchie mobiliseren zich voor de oorlog.                                                                                            |   |                             |                    |                  |                        |

## Productie

### Ontwikkeling
In november 2018 verklaarde George R.R. Martin, de bedenker van Het lied van ijs en vuur, dat een "potentiële spin-off-serie stevig gebaseerd zou zijn op materiaal uit Fire & Blood". In september 2019 stond een Game of Thrones-prequel van Martin en Ryan Condal die "het begin van het einde van Huis Targaryen zal volgen", dicht bij een bestelling van een pilotaflevering door HBO. De volgende maand kreeg House of the Dragon, dat is gebaseerd op Martins boek Fire & Blood en zich 200 jaar voor Game of Thrones afspeelt, een direct-to-series order. Condal en Miguel Sapochnik, die de aflevering Battle of the Bastards regisseerde, zullen als showrunners dienen. Sapochnik zal ook de pilot regisseren, evenals aanvullende afleveringen.
In januari 2020 verklaarde Casey Bloys, HBO's President of Programming, dat het schrijfproces was begonnen en vermoedde dat de serie in 2022 in première zou gaan.

### Casting
De casting begon in juli 2020. In oktober 2020 werd Paddy Considine gecast als Viserys Targaryen I. In december werden Olivia Cooke, Matt Smith en Emma D'Arcy gecast als respectievelijk Alicent Hightower, Daemon Targaryen en Rhaenyra Targaryen, terwijl Danny Sapani de onderhandelingen begon om mee te spelen in een niet-gespecificeerde rol. In februari 2021 werden Rhys Ifans, Steve Toussaint, Eve Best en Sonoya Mizuno aan de hoofdcast toegevoegd. In april 2021 voegde Fabien Frankel zich bij de cast.

### Opnames
Principle-fotografie voor de tien afleveringen begon in april 2021 en is gepland voor uitzending in 2022. De serie wordt voornamelijk in het Verenigd Koninkrijk gefilmd.